# Sièges réservés (Afghanistan)
Pour un article plus général, voir Sièges réservés.
En Afghanistan, les sièges réservés sont des sièges garantis à des minorités dans l'assemblée élue du pays.

## Loya Jirga de 2002
Au sein de la Loya Jirga de 2002, sur un total dépassant 1 551 délégués, il y avait 
- 100 sièges réservés aux femmes
- 2 représentants des Hindous et 2 des Sikhs
- 25 sièges réservés aux nomades
- 100 sièges réservés à la diaspora (40 Pakistan, 30 Iran, 30 reste du monde dont 1 France), dont 25 réservés aux femmes
- 6 sièges réservés aux personnes déplacées de l'intérieur

## Loya Jirga constituante de 2003
L'article 5.e) du décret présidentiel du 15 juillet 2003 prévoit que dans la Loya Jirga constituante, composée de 500 membres,
- Les Hindous et les Sikhs élisent trois représentants
- Les femmes élisent deux représentantes par province.
- Les réfugiés en Iran et au Pakistan élisent 24 membres au travers de "larges consultations"
- Les personnes déplacées de l'intérieur dans les provinces de Kandahar, Herat et Helmand participent à des réunions provinciales et élisent six membres au total
- Les Kuchis se réunissent à des endroits désignés en consultation avec leurs dirigeants et élisent 9 membres "après de larges consultations"

## Chambre du peuple (Wolesi Jirga) de 2005
La législation électorale d'application pour les élections législatives du 18 septembre 2005 en Afghanistan prévoit que sur les 249 sièges de la Chambre du peuple (Wolesi Jirga) 10 sont réservés pour la communauté nomade des Kuchis, parmi lesquels 68 se sont portés candidats. Au total, 68 sièges sont réservés aux femmes, dont 3 parmi les sièges kuchis.

## Sources
- Q&A: Afghan election guide, BBC News, 16 September 2005
- Decree - President of the Islamic Transitional State of Afghanistan on the convening of the Constitutional Loya Jirga, Dated: 24.04.1382 (July 15, 2003)
- Ramazan Bachardoust, Qu’est-ce que la Loya Jirga ?, Composition de la Loya Jirga 2002, Les Cahiers du CREMOC
- Pippa Norris, Implementing Women’s Representation in Afghanistan’s Electoral Law: Options for reserved seats, Prepared for the Afghanistan Reconstruction Project, Center on International Cooperation, New York University
- United Nations Assistance Mission In Afghanistan